# تقاليد الزفاف في العراق
تتميز تقاليد الزواج في العراق بتنوعها الثقافي الغني، حيث تتبع طقوسًا محددة في حفلات الزفاف تعكس القيم الاجتماعية. كما أن هذه التقاليد تلقي الضوء على طبيعة العلاقات بين الأفراد وآليات بناء الروابط الاجتماعية القوية في المجتمع العراقي.

## نظرة عامّة
عادة ما تتولى العائلات ترتيب الزيجات دون أن يسبق للعريس والعروس أن يلتقيا، مع أن هناك حالات قد يلفت فيها الشاب نظر فتاة ما فتتدخل والدته لتبدأ بالترتيبات. يتم التواصل مع عائلة الفتاة لطلب يدها للزواج، حيث يتم التعارف بين العائلتين لإثارة الفضول وتمهيد الطريق. قد يُسمح للعروسين بالتعرف على بعضهما بشكل أفضل قبل الزفاف، وتحديد الخطوات المقبلة بناءً على ذلك. إلا أن هذه الخطوات قد تختلف في بعض المناطق الريفية حيث قد يكون الزواج بين الأقارب أمرًا شائعًا.

### مشَّاية
بعد الترتيبات الأولية، تأتي مرحلة (المشاية)، حيث تزور عائلة العريس عائلة العروس برفقة عدد من كبار السن والأقارب والأصدقاء (الذكور منهم). يطلب كبير العائلة يد العروس من والدها، ثم يكرر والد العريس الطلب نيابة عن ابنه. تُقدم الحلويات خلال هذه الزيارة التي عادة ما تكون قصيرة.
تلي ذلك حفلة الخطوبة، حيث يتبادل العروسان الخواتم في احتفال تُعِدّه عائلة العروس ويحضره الأقارب المقربون من الطرفين. وفي حال ضيق المكان، قد تقتصر المشاركة على النساء فقط.

### إضفاء الطابع الرسمي على الزواج
بعد ذلك، يُعقد الزواج قانونيًا بحضور السلطة، (عقد قرآن) وإن كان الزوجان قد لا يقيمان معًا فورًا. يتعهد الرجل في هذه المرحلة بتقديم الدعم المالي أو التعويض المادي للزوجة في حال الطلاق أو الوفاة. غالبًا ما يتم هذا الإجراء في المحكمة، ولكن بعض الأسر قد تستضيف القاضي في منزل العروس لإتمام المراسم بطريقة تقليدية. في الطقوس السنية، ترتدي العروس فستانًا أبيض أو جلابية، وتُزين المنطقة بسبعة أكواب تحتوي على أطعمة بيضاء مثل السكر واللبن والكريمة والعسل، بالإضافة إلى القرآن والمرآة. يطرح القاضي على العروس ثلاث مرات السؤال عن موافقتها على الزواج، ثم يسأل العريس مرة واحدة فقط.
أما المراسيم عند الشيعة، ترتدي العروس فستانًا أبيض وتُوضع أمامها سبع صحون مزينة بأنواع مختلفة من التوابل بطريقة جميلة ومرتبة. يتولى رجل دين شيعي إدارة المراسم بدلًا من القاضي. خلال ذلك، تحمل امرأتان شريطًا من القماش فوق العروس بينما ترش امرأة ثالثة السكر عليه، وتضع العروس قدميها في حوض ماء يحتوي على زهور مجففة.

### النيشان والحِنّاء
تلي ذلك حفلة (النيشان)، وهي احتفال آخر تُعدّه عائلة العروس في منزلها أو في مكان آخر مخصص. في هذا الحفل، تهدي عائلة العريس العروس المجوهرات، إما من الذهب أو الألماس، وفقًا لإمكانياتهم المالية، ويشاركها العريس في تزيينها بهذه المجوهرات.
قبل يوم الزفاف، تُقام حفلات منفصلة في بيت كل من العريس والعروس، حيث يحتفلون مع المقربين بتطبيق "الحناء" على أيديهم. تُعد حفلة الحناء طقسًا مميزًا يضفي لمسة ساحرة على الزفاف، وعادة ما تمتد لمدة سبعة أيام. خلال هذه الحفلة، تقدم عائلة العريس هدية ثمينة للعروس تعرف بـ "السنچاق"، كما تُزين أيدي العروس وقدميها برسومات الحناء في طقوس مميزة.
ثم يأتي الاحتفال الفعلي بالزفاف، والذي يمكن أن يختلف في حجمه. قد تقيم بعض الأسر حفلًا مع فرقة موسيقية في منزل العروس، بينما قد يفضل البعض الآخر مكانًا مخصصًا للاحتفال.
تتباين هذه التقاليد تبعًا للبيئة (حضرية أو ريفية) والقدرة المالية والموقع الجغرافي. ففي الموصل، يُقام حفل الزفاف في اليوم الرابع بعد عقد القران، ويكون عادةً في منزل والدي العريس. تُرسل الدعوات من قبل عائلة العروس، ويُتوقع من النساء إحضار هدايا للزوجين. تظهر العروس وحدها في الحفل، بينما ينتظر العريس في غرفة مستقلة حتى ينتهي الحفل ويغادر الضيوف. ترتدي العروس فستان سهرة، وفي بعض الأحيان تغير عدة أزياء خلال الحفل، إما تبدأ بالفستان الأبيض وتغيره لاحقًا.
رغم الظروف الصعبة في المنطقة، لا تزال حفلات الزفاف تُقام مع بعض التعديلات في التوقيت. تُعقد المناسبات الآن في فترة الظهيرة بدلًا من المساء حرصًا على سلامة الضيوف. كذلك، اختلفت العادات المتعلقة بلية الزفاف، فلم يعد كثير من الأزواج الجدد يُفضلون قضاء تلك الليلة في فنادق بغداد، بل يميلون إلى قضائها في المنزل أو السفر إلى مناطق أخرى مثل كردستان.

## طالع أيضًا
- مراسم الزواج عند العرب
- هوسة (تراث شعبي)